# クンダクンダ
クンダクンダ（あるいはクンドクンド）は著名なジャイナ教のアーチャーリャ、ジャイナ学僧、2世紀の宗教的な古典作品の著者。彼の著作には『サマヤサーラ』、『ニヤマサーラ』、『パニチャースティカーヤサーラ』、『プラーヴァチャーナサーラ』、『アッタパーフダ』、『バーラサ・アヌヴェッカー』がある。彼はジャイナ教のアーチャーリャの中でも最高位を占める。
彼は生前ムラ・サンガに属していた。彼の固有名はパドマナンディであったが、南インドのクンダクンダという名の場所で生まれたために彼は一般的にクンダクンダと呼ばれる。彼はディガンバラ派と強く結び付けて考えられがちではあるが、近年では彼の著書はシュヴェーターンバラ派でもよく読まれている。彼は以下の名でも知られる:
1. パドマナンディ
2. エラーチャーリャ
3. ヴァークラーグリーヴァ
4. グルッダピッチャ

ディガンバラ派にとって、彼の名前は縁起のいいもので、神聖な連祷においてバガヴァン・マハーヴィーラ、ガウタマ・ガナダラに次いで三番目の位置を占める。クンダクンダの卓越した功績として、数多の典礼形式のパンフレットを編纂して、教義に関する独自の見事な作品を著したことがある。彼の著作はディガンバラ派の正典に相当するものとなった。このことによってディガンバラ派は永久に彼を称賛することになり、数百年間の間バドラバーフ、ヴィサーカー、それに系統上の40人ばかりの先達(スタヴィラ)の前にマハーヴィーラやその後を継いだ第一のガナダラ(学頭の意)、インドラブーティ・ガウタマだけでなくクンダクンダに対しても祈りにおいて名前を出すようになった。このため、以下の詩に示されるようにクンダクンダがディガンバラ派の実質的な創始者となった:

mangalam bhagavan Virah, mangalam Gautamo ganih,
mangalam Kundakundadyah, Jainadharmo 'stu mangalam.
(Pravacanasara , intro., n. 1)

## 著作
クンダクンダに帰される作品は全てプラークリットで書かれていて、大きく三つに分類される。第一のグループに含まれるのは十のバクティス(祈祷)を集めたもの、アーチャーリャへの祈りの短い複合物(アーチャーリャバクティ)、経典(シュルーターバクティ)、托鉢の所作(カリトラーバクティ)、その他である。これらは普段の儀式でディガンバラ派が使用する標準的な典礼文書となっており、一方でシュヴェーターンバラ派でもほぼ同じ経典が使用されている。そのためジャイナ教がそれら二つの教派に分かれる前に既に正典が成立していた可能性が指摘されている。第二のグループは四つの独自の著作、『神髄』(サーラ)から成る―つまり、『ニヤマサーラ』(戒律の神髄、187行)、『サマヤサーラ』(自己実現の神髄、439行)、『パニチャースティカーヤサーラ』(五つの存在の神髄、153行)、『プラーヴァチャーナサーラ』(教義の真髄、275行)であり、これらは全て独創的・絶対的な(ニスチャーヤナーヤ)アプローチをとっているため、ディガンバラ派の精神だけでなく、六章に見られるように、シュヴェーターンバラ派のコミュニティの新旧の指導的なメンバーのうち幾人かにも大きな影響を及ぼしてきた。最後のグループはプラーブルタ(プラークリットでパフダとは贈物あるいは小論の意味)と呼ばれる八つの短い文書から成る。これらはより古い資料からの抜粋とだと考えられており、正しい見方(ダルサナープラーブルタ、36行)、正しい行い方(チャリトラープラーブルタ、44行)、経典（スートラプラーブルタ、27行）、その他の話題を扱っている。A・N・ウパダイ博士は自らの手になるプラーヴァチャーナサーラの批判校訂版で、以上の作品や、それ以外にもクンダクンダに帰されている2世紀中ごろの著作物の精確な年代や著者について長々と考察を行っている。
クンダクンダはプラークリットの中でもシャウラセーニー語で著述した。近代のクンダクンダ信奉者の中でも、16世紀アーグラ出身でクンダクンダの『サマヤサーラ』を読んで精神的な冒険を始めた詩人のバハラシダーサ、アーチャーリャであるクンダクンダによって示された精神的な小路に足を踏み入れたことで有名なグジャラート語圏の商人ラージャチャンドラ、シュヴェーターンバラ派の僧であったがディガンバラ派に鞍替えしてクンダクンダの『サマヤサーラ』その他の著書について五十年間もの間情熱的に説教を行ったカンジ・シュヴァーミーの三人が特筆される。